# Markus Dietschi
Markus Dietschi (* 1957; heimatberechtigt in Lostorf und Zürich) ist ein Schweizer Politiker (Grüne).

## Leben
Markus Dietschi ist Lufhygieniker und war im Amt für Gesundheit und Umwelt der Stadt Zürich tätig. Er ist Vater eines Kindes und lebt in Widen.

## Politik
Markus Widen rückte im August 2019 für die zurückgetretene Monika Küng in den Grossen Rat des Kantons Aargau nach. Er war von 2019 bis 2020 Mitglied und Präsident der Einbürgerungskommission und ist seit 2021 Mitglied der Justizkommission.
Markus Dietschi ist Co-Präsident der Grünen Bezirk Bremgarten. Er ist Vorstandsmitglied von Kelleramtsolar - Die Genossenschaft sowie des Vereins Stützpunkt Alltag Widen.